# Ach-Laut
Ach-Laut (ⓘ) ist die Bezeichnung für den stimmlosen velaren bzw. uvularen Frikativ, wie das deutsche ch nach den hinteren Vokalen a, o, u. Mittels des Internationalen Phonetischen Alphabets wird er durch [⁠x⁠] (velar) bzw. [⁠χ⁠] (uvular) dargestellt.
Der Ach-Laut kommt außer im Deutschen, wo er velar oder uvular ausgesprochen wird, unter anderem in folgenden indogermanischen Sprachen vor: Griechisch, Niederländisch, Polnisch, Rumänisch, Russisch, Spanisch, Slowakisch, Tschechisch, Persisch, Urdu/Hindi, irisches und schottisches Gälisch.
Im Deutschen ist der Ach-Laut allophon zum Ich-Laut. Das bedeutet: Beide Laute ergänzen sich; die Wahl zwischen beiden Lauten hängt davon ab, welcher Vokal vorangeht. Anders verhält es sich im Griechischen und Russischen: Dort hängt die Aussprache vom darauf folgenden Laut ab.